# Sandvollans kommun
Sandvollans kommun (norska: Sandvollan kommune) var en kommun i Nord-Trøndelag fylke i Norge. Kommunen omfattade den nordöstra delen av nuvarande Inderøy kommun.

## Administrativ historik
Hustads kommun upprättades den 1 januari 1907 genom utbrytning ur Inderøy kommun. Kommunen hade 732 invånare vid upprättandet.
1912 bytte kommunen namn från Hustad till Sandvollan.
Den 1 januari 1962 gick Sandvollans kommun, tillsammans med Røra kommun, åter upp i Inderøy kommun. Kommunens hade då 750 invånare och en yta på 28 kvadratkilometer. Området utgör idag en socken inom Inderøy kommun.